# 伊賀野カバ丸
『伊賀野カバ丸』（いがのカバまる）は、『別冊マーガレット』に1979年から1982年にかけて連載されていた亜月裕の漫画。単行本全12巻＋外伝2巻、文庫版全4巻＋外伝2巻。
1983年に映画・アニメ化されたほか、続編『伊賀野（こ）カバ丸』が雑誌『YOU』にて不定期に発表された。またスピンオフとして『霧野疾風伝』が祥伝社の季刊『ロマｘプリ Romantic Princess』に掲載された。
2015年、月刊誌YOUの11月号には、高校生のカバ丸が主人公の作品としては31年ぶりとなる続編の『伊賀野カバ丸★そりから』が掲載され、同タイトルの単行本も2016年2月に発売された。

## ストーリー
東京のとある名門高等学校「金玉学院（きんぎょくがくいん）」を経営する院長大久保蘭は、ある日若き日の初恋の人である忍者・伊賀野才蔵からの手紙を受け取る。才蔵への思慕を抱きつつ、かつて青春時代を過ごした才蔵の故郷の山奥へ赴くと、そこで才蔵がすでに亡くなっていることを知りショックを受ける。しかし、そこには若き頃の才蔵そっくりの孫・伊賀野影丸ことカバ丸がいた。
身寄りのないカバ丸は、都会に行き、蘭の家に世話になることになったが、山奥で来る日も来る日も忍者修業に明け暮れていたカバ丸にとって都会と学院は未知の世界だった。蘭の孫娘の麻衣に一目惚れしたカバ丸は、転入した金玉学院内に旋風を巻き起こす。学院の影の支配者目白沈寝をはじめとした生徒達や、金玉学院のライバル校「王玉学園（おうぎょくがくえん）」をも巻き込んでいくが、その王玉学園には王玉の手脚となって働くかつてカバ丸と共に山で育った忍者霧野疾風がいた。
金玉学院と王玉学園の争いの中で、カバ丸が起す騒動とロマンスを描いたラブコメディ。

## 登場人物
伊賀野 影丸（いがの かげまる）
本作の主人公で通称「カバ丸」、16歳。山奥で長年忍術と野球の修業を続けた、正真正銘の忍者で野生児。いつもマイペースで、かつ単純で気まぐれな性格だが、困っている人を放っておけずに、助ける心優しいところもある。語尾の「だ」を「でい」読みする口調が特徴。
人間離れした大食漢で、料理は好き嫌いなくなんでも大量に食べる。特に焼きそばとエビフライが大好物で、アニメでは焼きそばに対して、執着を見せる理由が語られる。外来語や現代風の単語は必ず間違えて覚えているなど、勉強はまったくできないが、祖父・才蔵から教わった漢文だけはスラスラ読める。蘭に連れられ、金玉学院一年紅組に転入する。
祖父・才蔵に厳しく鍛え上げられたこともあって、今でも才蔵には恐怖心を抱いているが、忍者としての実力は常人離れしており、200ｍ以上もあるような超高層ビルから、苦もなく飛び下りて着地したり、または垂直に駆け上がったり、時速100km以上で走る車にすら追いつくほどの強靱な脚力に加え、国体とマラソンの掛け持ちでも衰えない、驚異的なスタミナも誇る。
大好きな母を早いうちに亡くしたこともあって、女性には惚れっぽくもある。麻衣の前には、幼少期の幼なじみの未緒や、自殺しようとした女子大生を慕って追いかけたりもしている。
大久保 麻衣（おおくぼ まい）
本作のヒロイン。金玉学院一年生で、蘭の孫娘。カバ丸と同い年で、同じように物心つく前に両親を亡くし、蘭に育てられた。
カバ丸に一目惚れされてしまい、最初は下品で粗野で大食いのカバ丸を嫌っていたが、カバ丸の故郷で行った「伊賀野カバ丸体力づくりの会」の合宿で遭難したところを助けられて以来、徐々に惹かれ始め、自らカバ丸への支援と応援を買って出たりする。
それ以前には沈寝を慕っていたが、アニメではその正体を知って次第に動揺していく。
目白 沈寝（めじろ しずね）
カバ丸や麻衣が通う金玉学院二年生で、普段は知的で物静かなことで、全校女子に大人気の美少年だが、裏の顔は金玉学院を影で支配する関東学生諸星（もろぼし）連盟の総長である。金玉学院の一般生徒には病弱だと思われているが、実際には運動能力が極めて高く、裏の活動の際には鞭を主な武器とする。カバ丸の能力に目を付け、自らの野望達成のための「忍者」として利用することを思いつく。
実家の目白財閥は、金玉とも縁が深い大財閥。
野々草 かおる（ののぐさ かおる）
金玉学院二年生の生徒会長。才色兼備で、男女問わず金玉全校の憧れの女生徒だが、他人に見られていないところでは、かなり蓮っ葉な性格が出がちになる。
カバ丸もその色香で惑わそうとするが、通じず、逆に名字を読み違えたカバ丸から「野グソかおる（下の名前も「におい」と間違えられる）」と呼ばれて以来、カバ丸のペースに振り回されっぱなしだが、カバ丸と共に王玉内部に潜入するスパイ活動も行う。
沈寝に想いを寄せてはいるが、本人の希望とは裏腹に、なかなか伝える機会に恵まれていない。
霧野 疾風（きりの はやて）
カバ丸より2歳年上の兄貴的存在。やや斜に構えた皮肉屋。忍者としての実力はカバ丸と同等か、ある意味それ以上なところがあり、カバ丸も疾風の気配だけはなかなか察知できない。5歳の時に母と死別し、カバ丸達の住む山の中で迷子になっていたところを才蔵に拾われ、カバ丸と兄弟のように暮らしていたが、ある日を境に山を下りた。スピンオフ作品『霧野疾風伝』の単行本の帯には「『伊賀野カバ丸』No.1人気キャラ!!」と書かれている。誕生日は7月10日。原作ではカバ丸から「はやて」と呼び捨てにされていたが、アニメでは「兄（あん）ちゃん」と呼ばれている。またクールな二枚目だったが、最終回ではプロレス観賞が趣味であることが明かされ、その際には今までとは違い、カバ丸のようにコミカルな三枚目になる。
原作では豪遊に従って王玉（おうぎょく）学園のためにカバ丸と激しく争うが、アニメでは好の命令で、不本意ながらカバ丸と戦うことになる。『伊賀野カバ丸外伝』ではカバ丸よりも主役級に扱われている。
好きな食べ物はクリームパン。宴に外国に連れて行ってもらった経験があり、英語が堪能。
大久保 蘭（おおくぼ らん）
麻衣の祖母で、金玉学院院長。普段は気品ある老婦人だが、王玉学園や好を相手にする時は「王玉なんて屁のカッパ！（麻衣も後にそう叫ぶようになった）」、「スーばばあ！」などと地が出ることがたびたびある。初恋の人・才蔵の若い頃に瓜二つのカバ丸を引き取り、彼のことを溺愛している。疾風とも金玉側の人物では最初に会っている。
「伊賀野カバ丸体力づくりの会」という雪山合宿で、死んだと思われていた才蔵の生存を徐々に確信していき、登場人物の中で一番早く、彼と再会することとなる。
伊賀野 才蔵（いがの さいぞう）
カバ丸の祖父で、蘭の初恋の相手。カバ丸からは「じっちゃん」と呼ばれている。既に死んだと思われていたが生きていた。
若い頃はカバ丸と瓜二つの姿で、素顔を隠し、動く仏像になりすましたりして、カバ丸と疾風を「未熟者！（アニメでは「愚か者！」）」と連呼しながら厳しく鍛え上げていた。その忍術の腕前は未だに衰えず、カバ丸や疾風の追跡を軽くかわしたり、幻影術まで駆使したりする。
松野 好（まつの すう）
原作ではカバ丸が行く焼きそば屋「まんぷく堂」の女主人の老婆でスーばーちゃんとカバ丸から慕われている。蘭と同じくカバ丸を溺愛し、深夜でも焼きそばをつくってやるが、蘭とは犬猿の仲で、会う度に喧嘩している。年齢と容姿に不似合いな恰好をしては周囲に嫌悪感と嘔吐感を撒き散らすこともある。
アニメでは王玉学園の理事長。かつて少女期には蘭とはとても仲が良く、姉妹のような関係だったが、才蔵を巡って蘭と対立してしまい、半世紀を経てもなおいがみ合っている。
前島 秀（まえじま しゅう）
王玉学園生徒会長兼影の支配者。しかし、運動能力やカリスマ性では沈寝に劣る。麻衣に一目惚れしたことで、カバ丸の怒りに触れてやられる他、好とデートさせられる羽目にもなる。
前島コンツェルンの御曹司で、実家は目白財閥とは反対に、王玉と縁が深い。アニメでは金玉を潰すために様々な策を実行していく。
教頭
金玉学院の教頭で、蘭に内心想いを寄せている。
カバ丸を溺愛する蘭に困惑しながらも、同じくカバ丸の本当の姿を知っていく。アニメでは探偵のような恰好と行動で、麻衣と共にカバ丸の捜査をする。
白川（しらかわ）
金玉学院柔道部主将兼番長。その巨体から発せられる威圧的な態度と暴力で、諸星連盟を探ろうとする生徒達に恐怖を与え、遠ざけていたが、沈寝にはまったく頭が上がらない。
しかしカバ丸の敵ではなく、あっさり叩きのめされて以降カバ丸に逆らえなくなってしまう。
すみれ
麻衣のクラスメートで、眼鏡を掛けている。
原作ではカバ丸に密かに想いを寄せていたが、麻衣の気持ちがカバ丸に向かっていたことから身を退く。アニメでは二人の恋愛をからかいながら応援している。
堀田（ほった）
カバ丸のクラスメートの男子生徒。カバ丸に白川ら番長グループを退治してほしいと思い、付き合いを深めようとするが、その中で金玉学院の影の支配者の存在を知っていく。
大木（おおき）
堀田といつも行動しているカバ丸のクラスメート。堀田と共に、カバ丸を通じて、影の支配者の存在を知る。
高田（たかだ）
金玉学院陸上部のエース。沈寝のことを慕っている。
柳（やなぎ）
金玉学院剣道部主将。沈寝の推薦でカバ丸と共に駅伝に出たり、高田と共に遠野の野球部に参加する。とある漫画を参考にした特訓をするなど、かなりの剣道バカ。
遠野 塁（とおの るい）
金玉学院野球部主将。カバ丸の実力を知り、野球部に入るようアプローチを繰り返し、原作では関東リーグ制覇のためにカバ丸、沈寝らと共に勝ち進んでいく。
巨人の長嶋茂雄と王貞治の熱狂的ファンでもある。
目白 要（めじろ かなめ）
目白家の長男で、金玉学院OB。
弟の二葉とはいつも一緒で、料理が得意でカバ丸にも好意的。様々な料理でカバ丸をもてなす。長髪の沈寝と反対にスキンヘッド（このヘアスタイルは父親譲り）。
目白 二葉（めじろ ふたば）
要の弟で沈寝の下の兄。同じく金玉学院卒業生。
要と同じく女言葉を使う。兄と同じくカバ丸のことを気に入っており、いろいろな衣装を着せたりする。髪型も要と同じ。アニメでは要と共にヌンチャクを武器にする。
ランスロット
沈寝が飼う番犬で、沈寝以外の人間には懐かなかったが、カバ丸には玩具のように扱われている。
林（はやし）
前島の部下で王玉学園生徒。前島の指示には忠実だが、それ以外のことはまったくできない。
ミハイル
メジャーリーグにも通じると言われる実力を持つ王玉学園が呼び寄せたアメリカ人野球選手。
カバ丸打倒のために、疾風から忍法投げなどを伝授される。
葦原 ミキ（あしはら みき）
蘭や好の幼なじみで、バレエスクールを経営している。若いころは蘭・好との3人であめ玉三人娘と呼ばれていた。親の決めた結婚に反発して駆け落ちを画策したが失敗。見合い相手とは結婚せず独身を貫いていた（娘がいるが、養女になった元弟子）。
風魔 羽九郎（ふうま はねくろう）
藤村に従う忍者で、9巻のライバルキャラクター。カバ丸や疾風の幼馴染でくの一の術（女装）が得意。バレリーナ・水鳥美羽（みずとり みう）としてバレエスクールを妨害する。
胡蝶（こちょう）
羽九郎の姉の女忍者。羽九郎と同様にカバ丸や疾風の幼馴染だが、羽九郎の変装で散々担がれたことがある。
藤村（ふじむら）
羽九郎を使いバレエスクールを狙う男。正体はミキのかつての駆け落ち相手、西岡。待ち合わせ場所に来なかったミキを恨んで様々な工作を仕掛けていたが、誤解が解けたことで改めて結婚を申し込み、快諾された。
ハリール
目白家の伝手で金玉学院に転入してきた男で、カバ丸に憧れ、弟子入りする。正体はラブアルデ国の王子。
アンソニー・直人・グラッドフォース
グラッドフォース家の養子で、カバ丸に瓜二つの日系イギリス人。カバ丸と入れ替わり元の伊影直人（いかげ なおと）として日本へ赴く。カバ丸とは互いの祖父が双子の兄弟で続柄としては又従兄弟の関係にあたる。
デレク
グラッドフォース家の遠縁のデズモンド家の男。麻衣に好意を持つ。
高樹 久美子（たかぎ くみこ）
伊影直人と相思相愛の幼なじみ。
豪遊 宴（ごうゆう えん）
原作のみに登場する王玉学園の影の支配者で、前島を従えている。
山から下りてきた疾風を保護したことで、疾風に忠誠を誓わせ、疾風を使い、様々な策略を巡らせる。原作ではオネエだったが、映画では普通の男性。
豪遊 階（ごうゆう かい）
豪遊宴の父親で、王玉学園園長。
宴の策略に神経をすり減らしながら、動向を見守る。原作のみに登場。

### カバ丸外伝
若林 星子（わかばやし ほしこ）
疾風と会ったばかりの頃のカバ丸が出会った画家志望の女子大生。失恋や夢に破れたことから、自殺しようとしていたが、カバ丸達によって思いとどまる。
11年後には疾風が、画家として大成した彼女を見つける。
織田 誠樹（おだ せいき）
カバ丸、疾風と幼い頃の友人だった男子。現在はCAC（チャック=茶畑・アクション・クラブ）に所属していたが、幼なじみの未緒の窮地を救おうと、金玉学院から山へ帰った二人の元を訪れる。
永田 未緒（ながた みお）
幼き日のカバ丸、疾風、誠樹の幼なじみ。超能力者であり、サイコキネシスの能力などを持っているが、その力ゆえに利用したい大人達に狙われている。

## イメージソング
「ザ・ニンジャ」　
歌 - 中尾隆聖　
テレビアニメ放映に先立つ1981年に発表。ビクター音楽産業からLPが発売され、アニメでカバ丸を演じる中尾隆聖本人の歌唱によるテーマソングとなった。

## 映画

### 解説
企画に千葉真一が関わり、ジャパンアクションクラブ (JAC) が総出演。黒崎輝の初主演映画として、製作配給 ： 東映で1983年8月6日から『カンニング・モンキー 天中拳』と2本立ての併映にて封切り公開され、10億4000万円の配給収入を上げた。

### キャスト
- 黒崎輝 - 伊賀野カバ丸
- 高木淳也 - 霧野疾風
- 真田広之 - 目白沈寝
- 武田久美子 - 大久保麻衣
- 大葉健二 - 豪遊宴
- 森永奈緒美 - 野々草かおる
- 崎津隆介 - 細野
- 関根大学 - 白川
- 吉瀧久司 - 目白要
- 鹿又裕司 - 前島秀
- 春田純一（友情出演） - 靴磨きの青年A
- 卯木浩二（友情出演） - 靴磨きの青年B
- 渡洋史（友情出演） - 靴磨きの青年C
- すのうち滋之 - 豚山
- 立花愛子 - 小寺洋子
- 山本咲子 - 松本絵里
- 鳶田久美
- 坂本朋恵 - 北まゆみ
- 佐藤実里 - 三枝由紀
- 杉山幸恵 - 池田弘美
- 稲健二 - 目白二葉
- 酒井務
- 栗原敏
- 誠吾大志
- 高橋利道 - 丸井
- 沢田祥二
- 山本亨 - 藤枝
- 稲田龍雄 - 岡
- 藤川聡 - 立花
- 甲斐通夫
- 吉田信一
- 大須賀昭人 - 高田
- 池田政典 - 山川
- 後閑常光
- 庄司浩和
- 渡辺いずみ
- 渡辺ひろみ
- タンクロー
- 多田雄司
- 蟹江敬三 - 中尾
- 安岡力也 - 帆立
- 高田純次
- ストロング金剛 - ヤキソバ屋のおやじ
- 野際陽子（特別出演） - スー婆さん
- 志穂美悦子（特別出演） - 亜月裕子
- 朝丘雪路 - 大久保蘭
- 千葉真一 - 伊賀野才蔵

### スタッフ
- 監督 - 鈴木則文
- 企画 - 佐藤雅夫・千葉真一・鈴木則文
- プロデューサー - 豊島泉・厨子稔雄・佐藤公彦（サニー千葉エンタープライズ）
- 原作 - 亜月裕
- 脚本 - 志村正浩・長崎行男・鈴木則文
- 音楽 - 羽田健太郎
- 撮影 - 北坂清
- 照明 - 渡辺喜和
- 美術 - 佐野義和
- 録音 - 荒川輝彦
- 編集 - 市田勇
- 助監督 - 藤原敏之
- 記録 - 中野保子
- 装置 - 和田順吉
- 装飾 - 窪田修
- 背景 - 西村三郎
- 擬斗 - 菅原俊夫
- 演技事務 - 寺内文夫
- 進行主任 - 宇治本進
- 衣裳 - 黒木宗幸
- 美粧結髪 - 東和美粧
- 特殊メイク - 仁瓶まゆみ
- 宣伝 - 松田仁・小田和治・荒井一弥・藤沢正博・西嶋光弘
- 製作宣伝 - 丸国艦
- スチール - 金井謹治
- 協力 - サニー千葉エンタープライズ、ジャパンアクションクラブ (JAC)

### 主題歌
「青春まるかじり」
作詞 - 阿久悠 / 作曲 - 小杉保夫 / 編曲 - 井上堯之・甲斐正人 / 歌 - 黒崎輝
協力 - 真田広之・高木淳也
CBSソニー

## テレビアニメ
1983年10月20日から1984年3月29日まで、日本テレビ系で放送された（放送枠：毎週木曜日19時00分～19時30分）。全24話。

### キャスト（アニメ）
- 伊賀野カバ丸 - 中尾隆聖（幼少時代は野沢雅子）
- 大久保麻衣 - 立原麻衣
- 霧野疾風 - 田中秀幸（幼少時代は山田栄子）
- 大久保蘭 - 山田栄子
- 野々草かおる - 麻上洋子
- 松野好 - 野沢雅子
- 目白沈寝 - 神谷明
- 目白要 - 千葉繁
- 目白双葉 - 石丸謙二郎
- 伊賀野才蔵 - 緒方賢一（青年時代は中尾隆聖）
- 教頭 - 屋良有作
- 洋子 - 冨永みーな
- 前島 - 野島昭生
- 白川 - 郷里大輔
- 堀田 - 塩屋翼
- 大木 - 松田辰也
- 藤枝 - 福士秀樹
- 遠野塁 - 石丸博也
- 林 - 二又一成
- 若林星子 - 戸田恵子

### スタッフ（アニメ）
- 原作 - 亜月裕
- チーフディレクター、OP演出 - 小華和ためお
- シリーズ構成 - 土屋斗紀雄
- 音楽 - 木森敏之
- 美術監督 - 田中静恵
- キャラクターデザイン - 細谷秋夫
- ED演出 - 湯川高光
- プロデューサー - 堀越徹(NTV)、大野実(読売広告社)、藤原正道(東宝)、対木重次(グループ・タック)
- 色彩設定 - 横山圭子
- 編集 - 古川雅士、門井美樹
- 現像 - 東洋現像所
- 音響監督 - 藤山房延
- 効果 - 加藤昭二（アニメサウンドプロダクション）
- アニメーション制作協力 - 亜細亜堂、スタジオぎゃろっぷ、スタジオジュニオ
- 製作協力 - 読売広告社
- 製作 - 東宝株式会社、グループ・タック

### 主題歌（アニメ）
オープニングテーマ「サーカス・ゲーム」
エンディングテーマ「スイマセン My Love」
2曲ともに、作詞 - 売野雅勇 / 作曲・編曲 - 木森敏之 / 歌 - シュガー
上記2曲を収録したEPレコードは、フォーライフ・レコードより発売された。

### 挿入歌（アニメ）
「恋してピンク」　
歌 - 立原麻衣
作詞 - 佐藤ありす /　作曲・編曲 -　木森敏之
「やきそば音頭」
歌 - 中尾隆聖
作詞 - 土屋斗紀雄 /　作曲・編曲 -　木森敏之

### 各話リスト
| 話数 | 初回放送日      | サブタイトル                | 脚本                | 絵コンテ       | 演出         | 作画監督   |
| ---- | --------------- | --------------------------- | ------------------- | -------------- | ------------ | ---------- |
| 1    | 1983年 10月20日 | 面白まじめジャ忍者参上      | 土屋斗紀雄          |                | 小華和ためお | 細谷秋夫   |
| 2    | 10月27日        | 思いがけずに人気者!?        | 土屋斗紀雄          | 永丘昭典       | 香西隆男     |            |
| 3    | 11月3日         | ファイト一発! ヤキソバD     | 土屋斗紀雄          | 芝山努         | 吉本桂子     |            |
| 4    | 11月10日        | スイート麻衣せんカバ丸君    | 土屋斗紀雄          | 早川啓二       | 古瀬登       |            |
| 5    | 11月17日        | 目白発見伝                  | 秋本玲              | やすみ哲夫     | 小華和ためお | 細谷秋夫   |
| 6    | 11月24日        | 思い悩んで変身ゲーム        | 柳川茂              |                | 永丘昭典     | 平田かおる |
| 7    | 12月1日         | 焼きそばランナーの孤独      | 大伴恵子            | 本郷みつる     | 吉本桂子     |            |
| 8    | 12月8日         | 外伝! 忍びの里の二人        | 土屋斗紀雄          | 小華和ためお   | 細谷秋夫     |            |
| 9    | 12月15日        | 魅せます! くの一かおる      | 街田雪子            | 早川啓二       | 小和田良博   |            |
| 10   | 12月22日        | 聖夜のジクソー・ラブ        | 筒井ともみ 小林宏一 | やすみ哲夫     | 小華和ためお | 細谷秋夫   |
| 11   | 12月29日        | 秘伝! 生き返りの妙薬        | 土屋斗紀雄          |                | 本郷みつる   | 吉本桂子   |
| 12   | 1984年 1月5日   | どっきり・ザ・ガードマン    | 秋本玲              | 永丘昭典       | 平田かほる   |            |
| 13   | 1月12日         | ベッドで沈寝を抱かないで    | 大伴恵子            | 早川啓二       | 小和田良博   |            |
| 14   | 1月19日         | めぐり逢いスターライト      | 小林宏一 筒井ともみ | 小華和ためお   | 細谷秋夫     |            |
| 15   | 1月26日         | アキレチック・IN・伊賀      | 柳川茂              | 井上修         | 岡豊         |            |
| 16   | 2月2日          | 忍びの里の兄弟仁義          | 土屋斗紀雄          | 永丘昭典       | 早川啓二     | 阿部司     |
| 17   | 2月9日          | 悩みます・麻衣・LOVE        | 土屋斗紀雄 街田雪子 |                | 本郷みつる   | 吉本桂子   |
| 18   | 2月16日         | 嵐を呼ぶ男!                 | 秋本玲 土屋斗紀雄   | 永丘昭典       | 平田かほる   |            |
| 19   | 2月23日         | 麻衣の探偵物語              | 土屋斗紀雄          | 早川啓二       | 小和田良博   |            |
| 20   | 3月1日          | ㊙初恋！ラン・スー表        | 土屋斗紀雄          | 鈴木卓夫       | 小華和ためお | 細谷秋夫   |
| 21   | 3月8日          | 秘術! 焼きソバ野球の怪      | 土屋斗紀雄          |                | 本郷みつる   | 吉本桂子   |
| 22   | 3月15日         | 嵐の麻衣ジャック            | 土屋斗紀雄          | 早川啓二       | 小和田良博   |            |
| 23   | 3月22日         | 夜霧の対決! 男のケジメ      | 土屋斗紀雄          | 早川啓二       | 小華和ためお | 佐藤徹     |
| 24   | 3月29日         | いわゆるひとつのサヨナラDAY | 土屋斗紀雄          | はしもとなおと | 小華和ためお | 細谷秋夫   |

### 放送局
放送日時は青森放送と個別に出典が掲示されているものを除き、1984年2月中旬 - 3月上旬時点のものとする。
| 放送期間、または放送体制       | 放送時間           | 放送局         | 対象地域       | 備考                                                                        |
| ------------------------------ | ------------------ | -------------- | -------------- | --------------------------------------------------------------------------- |
| 1983年10月20日 - 1984年3月29日 | 木曜 19:00 - 19:30 | 日本テレビ     | 関東広域圏     | 制作局                                                                      |
|                                |                    | 札幌テレビ     | 北海道         |                                                                             |
|                                |                    | ミヤギテレビ   | 宮城県         |                                                                             |
|                                |                    | 福島中央テレビ | 福島県         |                                                                             |
|                                |                    | テレビ新潟     | 新潟県         |                                                                             |
|                                |                    | テレビ信州     | 長野県         | 放送当時テレビ朝日系列とのクロスネット                                      |
|                                |                    | 静岡第一テレビ | 静岡県         |                                                                             |
|                                |                    | 中京テレビ     | 中京広域圏     |                                                                             |
|                                |                    | よみうりテレビ | 近畿広域圏     |                                                                             |
|                                |                    | 広島テレビ     | 広島県         |                                                                             |
|                                |                    | 西日本放送     | 岡山県・香川県 |                                                                             |
|                                |                    | 福岡放送       | 福岡県         |                                                                             |
|                                |                    | 熊本県民テレビ | 熊本県         |                                                                             |
| 遅れネット                     | 土曜 6:00 - 6:30   | 青森放送       | 青森県         | 放送当時テレビ朝日系列とのクロスネット 1987年8月15日〜1988年1月30日まで放送 |
|                                | 水曜 17:30 - 18:00 | テレビ岩手     | 岩手県         | 1984年11月頃に放送                                                          |
|                                | 木曜 17:00 - 17:30 | 秋田放送       | 秋田県         |                                                                             |
| - 1984年4月17日                | 火曜 6:27 - 6:54   | 石川テレビ     | 石川県         | フジテレビ系列                                                              |
| 遅れネット                     | 月曜 17:00 - 17:30 | 福井放送       | 福井県         | 放送当時日本テレビ系列単独ネット                                            |
|                                | 月曜 17:00 - 17:30 | 山梨放送       | 山梨県         |                                                                             |
|                                | 金曜 17:15 - 17:45 | 山口放送       | 山口県         |                                                                             |
|                                | 金曜 17:25 - 17:55 | 南日本放送     | 鹿児島県       | TBS系列                                                                     |

### 付記
- アニメ版開始2週前の10月6日には、木曜19:00 - 19:30で前夜祭的番組『特集・伊賀野カバ丸』を放送、原作者・亜月裕、カバ丸役の中尾隆聖、主題歌担当のシュガーらが出演し、ハイライトシーンなどを放送した。
- カバ丸役の中尾と麻衣役の立原は、『魔法の妖精ペルシャ』の第10話に揃ってゲスト出演している。別冊と週刊の違いがあるが、この2作品（ペルシャは全く違う設定の『ペルシャが好き!』だが）は共に集英社の『マーガレット』に掲載されていた。
- 原作には無いアニメ第12話では、同作者作品の『昭和アホ草紙あかぬけ一番!』のアニメで主役を演じた井上和彦がゲスト出演している。
- 番組の間の『マーガレット』のCMで、実写映画版のカバ丸役の黒崎が忍者装束に身を包み、カバ丸のキャラクターそのままで出演している。またCMのラストには「♪『週刊マーガレット』は明日! 金曜発売!」というCMソングが流れたが、このCMソングはその後の『魔法の妖精ペルシャ』『昭和アホ草紙あかぬけ一番!』『光の伝説』といったマーガレット連載アニメでも、「明日」の部分を別な言葉に変えて使われた（『ペルシャ』は金曜放送なので「今日!」、それ以外は「毎週!」に）。

## 書誌情報
- 『伊賀野カバ丸』集英社＜マーガレットコミックス＞　全12巻
  1. 1980年9月発行、ISBN 4-08-850514-X [15][16]
  2. 1980年10月発行、ISBN 4-08-850522-0 [17][18]
  3. 1980年11月発行、ISBN 4-08-850530-1 [19][20]
  4. 1981年7月発行、ISBN 4-08-850593-X [21][22]
  5. 1981年8月発行、ISBN 4-08-850603-0 [23][24]
  6. 1982年4月発行、ISBN 4-08-850660-X [25][26]
  7. 1982年5月発行、ISBN 4-08-850666-9 [27][28]
  8. 1982年6月発行、ISBN 4-08-850673-1 [29][30]
  9. 1984年2月発行、ISBN 4-08-850835-1 [31]
  10. 1984年3月発行、ISBN 4-08-850840-8 [32]
  11. 1984年9月発行、ISBN 4-08-850880-7 [33]
  12. 1984年10月発行、ISBN 4-08-850882-3 [34]

- 『カバ丸外伝 出逢い』集英社＜マーガレットコミックス＞

1983年1月発行、ISBN 4-08-850727-4 
- 『カバ丸外伝 じゃぱにーず♡ひーろー』集英社＜マーガレットコミックス＞

1983年10月発行、ISBN 4-08-850799-1 
- 『伊賀野（こ）カバ丸』集英社＜YOUコミックス＞　全5巻
  1. 1998年1月発行、ISBN 4-08-862397-5 [38]
  2. 1998年11月発行、ISBN 4-08-862427-0 [39]
  3. 1998年11月発行、ISBN 4-08-862428-9 [40]
  4. 2001年3月発行、ISBN 4-08-862528-5 [41]
  5. 2005年2月発行、ISBN 4-08-862428-9 [42]

- 『霧野疾風伝－伊賀野カバ丸　スピンオフ－』祥伝社＜Feelコミックス＞

2009年5月発行、ISBN 4-396-78107-5 
- 『伊賀野カバ丸★そりから』集英社＜マーガレットコミックス＞

2016年2月発行、ISBN 4-396-78107-5 